# Pierre-Eugène Vibert

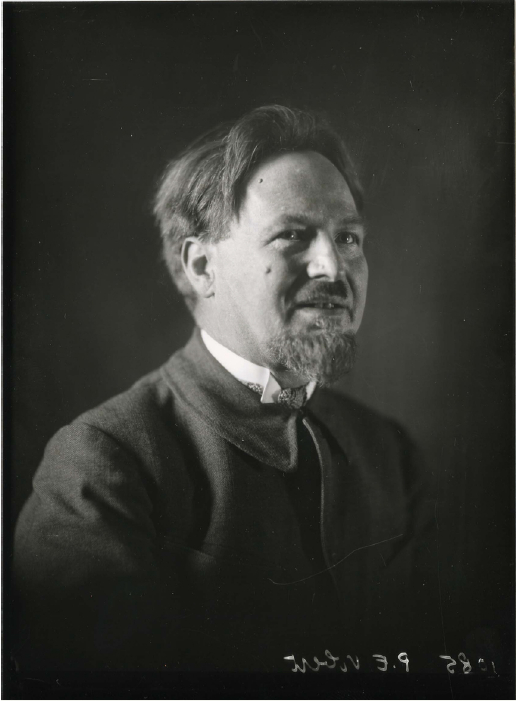
Foto von ca. 1910

Pierre-Eugène Vibert (* 16. Februar 1875 in Carouge; † 1. Januar 1937 ebenda) war ein Schweizer Holzschneider, Illustrator und Maler.

## Leben

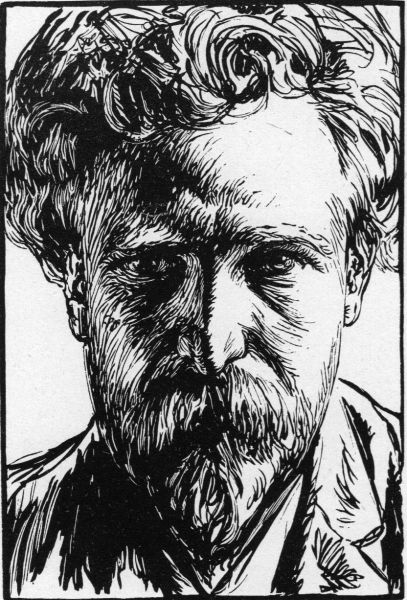
Selbstporträt

Pierre-Eugène Vibert, ein Bruder des Bildhauers James Vibert, studierte an der kantonalen Kunstgewerbeschule in Genf (École cantonale des Arts industriels), wo er Zeichnen bei den Malern Barthélemy Menn und Pierre Pignolat und vor allem die Kunst des Holzstichs bei Alfred Martin erlernte. 1892 verliess er mit seinem Bruder James die Schweiz und zog nach Paris. Dort freundeten sich die Brüder mit den Dichtern Remy de Gourmont und Paul Fort und gehörten zum Kreis der Symbolisten, die sich im Café Procope trafen. Um seinen Lebensunterhalt zu verdienen, arbeitete er als Reproduktionsgraphiker. Er zeigte seine Werke ab 1898 im Salon der Société nationale des beaux-arts. Bei der Weltausstellung Paris 1900 erhielt er eine Silbermedaille. 1903 gehörte er gemeinsam mit seinem Bruder James zu den Mitbegründern der Pariser Société du Salon d’Automne. Er lebte teils in Paris, teils in Genf, 1910 zog er nach Grosrouvre im Département Yvelines bei Paris, wo er sein Atelier unterhielt. Nach dem Ausbruch des Ersten Weltkriegs kehrte Vibert mit seiner Familie nach Carouge zurück. Ab 1920 lehrte er Zeichnen und Holzschnitt an der École des Beaux-Arts de Genève, ab 1923 teilte er seine Zeit wieder zwischen Carouge und Grosrouvre.
Nach der Blutnacht von Genf am 9. November 1932 entschied sich Vibert, der sozialistischen Bewegung beizutreten und wurde 1935 Stadtrat in Carouge. Gleichzeitig begann er 1934 an der Ecole des arts industriels in Genf Holzstich zu unterrichten. Bis zu seinem plötzlichen Tod im Jahr 1937 stellte er seine Werke regelmässig aus. Er ist zusammen mit seiner Frau Louise (1880–1970) und zwei Kindern des Ehepaares – Pierre (1913–1980) und Jeannette (1902–1999) auf dem Friedhof von Carouge begraben.

## Werk
Vibert ist vor allem als Holzschneider von Bedeutung. Um 1898 begann er die monochrome Camaieu-Technik anzuwenden. Von 1898 bis 1932 illustrierte er Dutzende von Büchern. Er gab auch drei Zyklen von Holzschnitten heraus: Pariser Umgebung (1916), Landschaften von Yveline (1919) und Harmonien (1921). 1915 schuf er eine Bildnis Skizze von Carl Spitteler.